# Amplicephalus santanus
Amplicephalus santanus är en insektsart som beskrevs av Delong 1984. Amplicephalus santanus ingår i släktet Amplicephalus och familjen dvärgstritar. Inga underarter finns listade i Catalogue of Life.